# Станимир
Станими́р — село в Україні, у Перемишлянській міській  громаді Львівського району Львівської області. Населення становить 710 осіб.

## Історія
Перша писемна згадка про Станимир датована 1440 роком.
Дідичем Станимира, зокрема, був Ванько (пол. Waniko) Лагодовський гербу Корчак, войський буський.
Львівський латинський архієпископ Ян Замойський купив село разом з іншими населеними пунктами у Андрія Лагодовського та його дружини Софії з пол. Przezwok за 33000 злотих. Акт купівлі-продажу уклав у Львові 9 січня 1609 року.
1870 року проживали 707 мешканців. 1880 року була місцева парафія УГКЦ, римо-католики (174 особи) належали до парафії Ганучів.
1892 року в селі відкрили двокласну державну школу. 1897 в Станимирі, з ініціативи управителя школи Василя Ільковича Герчанівського, відкрито читальню «Просвіти». Цього ж року при читальні засновано ощадно — позичкову касу. Починаючи з кінця 1902 року «Просвіта» занепадає, головним чином через москвофільські погляди її нового керівника — о. Винярського . З 1911 року стараннями В.Герчанівського «Просвіта» поступово відроджується.
1910 року у Станимирі мешкало 945 осіб, серед них 685 греко -католиків, 210 римо — католиків та 50 юдеїв.
1911р- відкрито Молочарську спілку.
З початком Першої світової війни в 1914 р австрійська влада заарештувала таких жителів Станимира: Максима Панасюка, місцевого священника, Михайла Зварича, селянина.
Жителі Станимира воювали в складі УСС — Пилип Івахів, Іван Війтович . В лавах УГА (1918-19рр) воювали: Р. Андрухів, П.Андрухів, М. Гриньків, С.Гриньків, І. Джигін, М.Павлишин, М.Романишин, М. Романів, М.Сапій, Д.Старецький. Син священника зі Станимира Р. Винярський був підхоружним УГА, загинув у березні 1919 р під Львовом.

### Боротьба ОУН-УПА проти комуністів
У період збройної боротьби ОУН та УПА в селі діяла станиця ОУН, котра підпорядковувалась Станимирському кущовому проводові, а останній Глинянському районному, котрий очолював мешканець села Микола Костів-"Вихор"
8 травня 1945 року в ліс неподалік села прийшла сотня УПА «Свободи», повстанці зібрали мітинг з місцевих жителів, на якому було присутніми близько 50 чоловік. 9 травня 1945 року сотня залишає село і переходить в ліс Глинянського району.
У 1945 р. у селі Станимир було ліквідовано енкаведистів «перевертнів» — агентурно-бойову групу НКВС УРСР під керівництвом старшого лейтенанта Кащеєва («Тиміша»), яка діяла під виглядом супроводу командира Вінницької воєнної округи УПА «Олега»-«Остапа» на території Волині та Галичини. Дана спецгрупа на Волині увійшла в довір'я до курінного Степана Савчука — «Наливайка» та його охорони (використовувала його, як писали оперативники, «в темну»). Той же, не підозрюючи «Остапа» у підступі, погодився провести групу останнього в Галичину та зв'язати з командиром УПА-Південь В. Куком — «Лемішем». У такий спосіб спецгрупа Кащеєва вийшла на організаційні зв'язки в Підкамінському, Пониковицькому та Олеському р-нах Золочівської округи ОУН, де завдала підпіллю значних втрат як вбитими, так і захопленими у полон. 20 червня 1945 р. в Олеському районі спецгрупа роззброїла курінного «Наливайка» та його супровід у кількості 12 осіб, які були передані у місцевий райвідділ НКВС. Відтак курінного оперативники НКВС завербували, звільнили з-під варти і він, під пильною охороною бійців спецгрупи, продовжував діяти в даній місцевості. Проте діяти цій спецгрупі НКВД довелося недовго, оскільки службі безпеки ОУН вдалося її розкрити, а відтак і в значній мірі знищити. Зокрема, 13 червня 1945 р. у с. Станимир Перемишлянського р-ну, куди, мовби для зв'язку з «Лемішем», була приведена група «перевертнів», повстанцями захоплено, а згодом зліквідовано, заступника керівника агентурно-бойової групи «Остапа» та його охоронців «Осу» та «Кармелюка». Невдовзі окружною боївкою СБ був захоплений «Наливайко», а його охорона знищена-.https://litopysupa.com/wp-content/uploads/2019/01/NS_Tom_27_Borotba_proty_povstanskoho_rukhu_i_natsionalistychnoho_pidpillia_protokol_y_dopyt.pdf
Майже в кожному районі є створені боївки МВД і МГБ. В склад цих боївок входять також і члени ОУН і стрільці УПА, які поголосилися. Боївки мають сталих комендантів, переважно доводять ними дільничі. Беруть їх, як відходять у свій відділок. Завдання тих боївок різне, пов'язане з тереновими відносинами. У Глинянщині є створена провокаційна боївка в ч[ислі] 8 осіб. Командант боївки — молодший лейтенант МГБ Широков. Убрана в німецькі, більшовицькі і цивільні уніформи. Зброя також різна.
Дня 24.VI 1946 р. та боївка зайшла до с. Станимир, Глинянського р[айо] ну. Викликавши до ліса бувшу санітарку « Лесю» (зголошена), її в лісі сильно побили нібито українські повстанці. Побили за це, що вона зголосилася і симпатизує з Широковим. Відтак відпустили її додому. Вечером зійшла боївка з лісу до села і розпитувала за зв'язком до с. Погоріл[ь]ці. В селі один зголошений Бобків запровадив їх до свого кревняка в с. Погоріл[ь]ці, а цей пов'язав їх з дівчиною Марійкою. Марійка знова запровадила їх до хати, де мали прийти повстанці на вечерю. Коли Марійка пішла до хати, то боївка зро била під хатою засідку. Повстанці, ідучи на вечерю, не сподівались нічого, маючи розвідку, що в селі спокій. З під хати посипались на них стріли. Під час стрілянини впали бойовик « Гук» і кущовий « Кучма», а решта повстанців втікла. Тоді боївка вскочила в хату, застрілила господиню, її дочку, малу дитину і дівчину Марійку. Та сама боївка нападає не селян в полі чи в лісі й грабує їх. При тому грозить, що постріляє, коли вони не перестануть доносити більшовикам.https://litopysupa.com/wp-content/uploads/2019/01/NS_Tom_23_Zolochivska_okruha_OUN_Dokumenty_i_materialy_referentury_SB_1945-1951.pdf
Лютий 1947 р..В с. Станимир був прикріплений по контролі молочності один з партійних працівників, б[увший] більшовицький партизан. Для своєї охорони мав сєржан та. Вони, кромі своєї ділової роботи, вели агітацію за організованням колгоспу, зав'язанням в с[елі] комсомолу і піонерів. Тих більшовиків зловили д[рузі] Морозенко, Дон і Бистрий, один з них намагався втікати і зістав вбитий, другого вбили опісля. Від одного забрали пістолю П-38. Забрано рівно ж документи, котрі впали з другом Морозенком.https://litopysupa.com/wp-content/uploads/2019/01/NS_Tom_23_Zolochivska_okruha_OUN_Dokumenty_i_materialy_referentury_SB_1945-1951.pdf
27.VIII.-31.VIII.[1947 р.] відбулась облава на ліс біля с. Станимир. Вже ранком 27.VIII.[1947 р.] більшовики обступили ліс і, окопавшись, очікували приходу головних своїх сил. Пополудні до них добила решта та окружила ліс сильним кордоном, в деяких місцях навіть і потрійним. Боєць від бійця стояв заледви на декілька метрів відлеглості. В лісі цьому кватерувала група повстанців, яка, довідавшись про облогу, рішила вечером пробитись. Як тільки запав сумерк, вони роз[с]трільною подались в сторону села Ханачів. Тут на полю стрінули вони більшовицьку заставу, в перестрілці з якою вбили двох більшовиків. На стріли ці більшовики почали кидати ракети та обстрілювати ліс з усіх сторін. Не прорвавшись, повстанці вернули назад до лісу та зайшли до криївок. В час облави заміновували більшовики усі лисячі ями, поперевертали каміння та купи гілля, розпушили руками всі підозрілі місця, проколювали дротами майже цілий ліс. Не найшовши нічого, вони 31.VIII.[1947 р.] перед полуднем почали групками виходити з ліса до сусідніх сіл. Тут вони задержались, очікуючи ще на прихід тих, що залишились в лісі. В той час в лісі почулись стріли. Туда почали бігти всі більшовики з сіл, поїхала танкетка, авто-тягач. По якомусь часі до Станимира привезено двох вбитих більшовиків, а чотирьох ранених. Поміж вбитими більшовиками був один капітан. За якийсь час з ліса привезли п'ятьох вбитих повстанців. Селяни, які вкладали їх на підводу розказували, що двох лежало на криївці, а трьох з побитих в криївці. Більшовики в розмові між собою розказували, що вони, вертаючи корчами з ліса до села, побачили як один з побитих повстанців виставив з криївки голову. Тоді вони оточили криївку і почали стріляти.
У той день в бою з облавниками загинули: референт СБ Золочівського окружного проводу ОУН «Зелений» (особа не встановлена-«Зелений» ? — 31.08.1947, .). Освіта — незакінчена вища: закінчив 4 семестри Львівського медичного інституту. Стаж роботи в СБ — 4 роки. Відбув кілька теоретичних і практичних вишколів в осередку Миколи Арсенича — «Михайла». Референт СБ Золочівського окружного проводу ОУН (?-31.08.1947). Загинув під час облави у криївці. Сотник СБ (6.06.1948, посмертно) з датою старшинства 29.08.1947 р.https://litopysupa.com/wp-content/uploads/2019/01/NS_Tom_27_Borotba_proty_povstanskoho_rukhu_i_natsionalistychnoho_pidpillia_protokol_y_dopyt.pdf), референт СБ Золочівського надрайонного проводу ОУН Михайло Проць — «Макар», співробітник референтури СБ окружного проводу ОУН «Колібер» (особа не встановлена) та ще двоє невідомих повстанців.
6.ІІІ.[1948 р.] в с. Станимир спалено клуб
21.V.[1948 р.] в с. Станимир р[айо]н Глиняни засудили селян: Зьомка Стаха за не здачу молока на грошеву кару 2800 крб.; Петришин Михайла — на суму 1500 крб.: […]ша Кароля — на суму 3000 крб.; Новгородського Франка — на суму 1700 крб.; Патер Теклю — на суму 1800 крб. Таких випадків є богато більше. З податків місцеві фінагенти стягають: поголовне, бездітне, холостяцьке і асикурацію. -(https://litopysupa.com/wp-content/uploads/2019/01/NS_Tom_24_Zolochivska_Okruha_OUNOrhanizatsiini_dokumenty_1941-1952.pdf)
В селі загинули: « Зелений» (? — 31.08.1947, в лісі біля с. Станимир Перемишлянського р-ну Львівської обл.). Освіта — незакінчена вища: закінчив 4 семестри Львівського медичного інституту. Стаж роботи в СБ — 4 роки. Відбув кілька теоретичних і практичних вишколів в осередку Миколи Арсенича — «Михайла». Референт СБ Золочівського окружного проводу ОУН (?-31.08.1947). Загинув під час облави у криївці. Сотник СБ (6.06.1948, посмертно) з датою старшинства 29.08.1947 р.
« Колібер» (? — 31.08.1947, в лісі біля с. Станимир Перемишлянського р-ну Львівської обл.). Освіта — середня. Стаж роботи в СБ — 3 роки. Пройшов 10-денний теоретичний вишкіл СБ. Співробітник референтури СБ Золочівського окружного проводу ОУН (1947). Хорунжий СБ (6.06.1948, посмертно) з датою старшинства 29.08.1947 р.

## Пам'ятки
У селі є дві церкви (старенька і нова), клуб, початкова і середня загальноосвітні школи, дитячий садочок.
З історичних джерел відомо що церква у селі була ще до 1648 року. Старожителі переказували, що церква згоріла під час нападу на село монголо-татар. На схилі гори, що поросла лісом, у 1684 була збудована на дубовому фундаменті з соснового напівзрізаного дерева під гонтовим покриттям церква Богоявлення Господнього. Церква належить до числа небагатьох збережених дерев’яних храмів Опілля. Перша документальна згадка про церкву в селі сягає початку XVI ст. Сучасна пам’ятка збудована 1689 р., однак не дійшла до нас у первісному вигляді, що зокрема підтверджує візитація церкви 1763 р.. Зараз церковцю реставровано.

## Відомі люди
- Крислач Іван Михайлович — художник-графік, заслужений художник України.
- Рак Юрій Павлович — видатний вчений, доктор технічних наук, професор.
- Костів Микола Андрійович — провідник Глинянського районного проводу ОУН.